# Kruisbeeld Halvemaanstraat-Manhovestraat
Het Kruisbeeld Halvemaanstraat-Manhovestraat is een kruislieveheer in Sint-Pieters-Kapelle, een deelgemeente van Herne. Het kruis staat langs de Rasbeek aan de Bombaertplank, op de hoek van de Manhovestraat en de Halvemaanstraat.  
Het veldkruis met Christusbeeld werd opgericht naar aanleiding van een ongeval in 1887. Op de inscriptie staat:
A la mémoire de
Ernestine Clerebaut,
épouse de Ademard Demol,
fille de J.B. Clerebaut
et de Therèse Vanhove,
décédée accidentelement à Saint Pierre Capelle
le 3 december 1887,
à l’âge de 28 ans
R.I.P.
Volgens de overlevering vloog de koets uit de bocht en keerde om in de beek. De sokkel is gesigneerd door de steenhouwer V.D. Bossche Grammont.
Het gietijzeren kruis met dito kruisbeeld is verankerd in een sierlijk uitgewerkte sokkel, bestaande uit blauwe hardsteen. Dergelijke grote uitvoeringen werden zelden opgericht op openbare plaatsen ter herdenking van een overlijden.
Een rij taxussen is aangeplant achter het veldkruis en zijn in 2008-2009 opgenomen in de inventaris van houtige beplantingen met erfgoedwaarde. Sinds 2014 werden er woningen op de achterliggende weide gebouwd, met respect voor de calvarie en beplanting.